# 永大 (埼玉県)
株式会社永大（えいだい）は、埼玉県さいたま市南区に本社を置く、総合住宅事業を取り扱う企業。
永大産業とは関係ない。

## 沿革
- 1980年4月 - 設立。宅地建物取引業免許取得。
- 1986年5月 - 株式会社永大プランニング設立。
- 1995年 - 南浦和にグループ本社ビルが竣工。
- 2005年7月 - 株式会社永大ハウス設立。

## グループ会社
- 株式会社永大プランニング - リフォーム事業。売上高8億2541万円（2014年11月期）
- 株式会社永大ハウス - 不動産販売等の仲介業務。4億6684万円（2014年3月期）

## 店舗
永大プランニング
- 南浦和店

永大ハウス
- 南浦和店、大宮店、新越谷店、春日部店、川口店